# Los Angeles Film Critics Association Award de Melhor Ator
O Los Angeles Film Critics Association Award de melhor ator é um prémio atribuído pelo círculo de críticos de cinema de Los Angeles para a melhor atuação de ator em cinema do ano.